# 艾嘉蓮
，LG，GCMG，PC（英語：Catherine Margaret Ashton, Baroness Ashton of Upholland，1956年3月20日—），中國大陸譯作阿什頓女男爵，香港譯作艾嘉蓮女男爵，亦有譯作卡特琳娜∙阿什頓，英國工黨女性政治家及社會工作者，2009年12月1日至2014年10月31日出任首任歐盟外交和安全政策高級代表，任內曾於2010年2月9日起兼任歐盟委員會第一副主席。2017年1月，接替Richard Lambert成为华威大学首位女性校监。
艾希頓早年從事社區工作，先後於多個壓力團體任職，1999年獲當時的工黨貝理雅政府策封為終身貴族，成為上議院議員，後來又在工黨白高敦政府出任過上議院領袖及樞密院議長等職，並有份促使《里斯本條約》在上院獲通過。艾希頓在2008年接替文德森任歐盟貿易專員，到2009年11月19日，歐盟27國成員國首腦在比利時布魯塞爾召開的峰會上，推選她為歐盟外交和安全政策高級代表，會上同時選出比利時首相范龍佩為首位常任歐洲理事會主席。

## 生平

### 早年生涯
艾希頓在1956年3月20日生於英國西蘭開夏的艾霍蘭（Upholland），家族祖上曾從事屬於基層工作的採礦行業，父親則任職工程師。艾希頓早年就讀於威根的艾霍蘭文法學校，後於貝德福學院（Bedford College，今屬倫敦大學皇家哈洛威學院一部份）修讀經濟學及社會學，1977年獲理學士學位畢業。在1977年至1979年間，艾希頓在核裁軍運動中擔任行政員，並且先後出任全國司庫和該組織其中一位副主席。在1983年，她亦曾於社工教育及培訓中央評議會（Central Council for Education and Training in Social Work）任職。
自1983年至1989年，艾希頓擔任社區商業協會（Business in the Community）總監，與商界合作消除業內歧視情況，並參與設立僱主關注傷殘人士論壇（Employers' Forum on Disability）、成立宣揚女性應享有平等工作待遇的壓力團體立即機會（Opportunity Now）、以及溫莎研究生獎學金（Windsor Fellowship）等等。在1990年代，艾希頓曾以自由身為多間機構擔任政策顧問，後於1998年至2001年出任赫特福德郡醫院管理局主席，並出任母校艾霍蘭文法學校校董會主席，以及單親家庭全國評議會副主席等職。

### 政治生涯
在1999年，艾希頓獲工黨的貝理雅政府策封為終身貴族，並以家鄉為封邑，是為艾霍蘭的艾嘉蓮女男爵（Baroness Ashton of Upholland）。在2001年6月，她獲政府委任到教育及技能部出任政務次官，其中於2002年至2004年負責統籌該部有份策劃的「好開始計劃」（Sure Start），推動改革改善政府在幼兒教育及家庭等各方面的政策。此後，艾希頓在政府內屢獲擢升，在2004年9月出任憲制事務部政務次官，負責主理涉及國家檔案館及公共監護署的政策。艾希頓在2006年5月獲委為樞密院顧問官，2007年5月過渡到新成立的司法部留任政務次官。艾希頓在2005年獲《下院雜誌》（The House Magazine）選為「年度官員」、以及獲第四台選為「年度貴族」。在2006年，她又在一年一度的石牆頒獎典禮（Stonewall Awards）中獲頒「年度政治家獎」，以表揚她協助英國同性戀者爭取權益。
在2007年6月28日，艾嘉蓮女男爵獲新上任的英揆白高敦委到內閣出任上議院領袖兼樞密院議長，任內她有份推動歐盟《里斯本條約》在上議院獲得通過。不過，艾希頓在內閣供職的日子並不長久，在2008年10月3日，她接替重返內閣的文德森，出乎意料地接任歐盟貿易專員一職。由於歐盟規定貿易專員不可兼任任何不論是否受薪的工作，她唯有向上院提出無限期休假，但獲准保留貴族爵位。
艾希頓最初獲提名為歐盟貿易專員時，一度被批評缺乏處理貿易事務方面的經驗，其中，擁有英國保守黨籍的歐洲議會議員丹尼爾·漢納（Daniel Hannan）就批評她「亳無貿易經驗，但歐盟卻要和加拿大、南韓和世貿展開激烈談判」。雖然如此，她依舊在2008年10月22日於歐洲議會中獲538票支持、40票反對和63票棄權，正式獲得確認
。
在任貿易專員期間，艾希頓作風低調，但被外界認為具辦事效率，並且有能力在不同貿易議題上協助各成員國達成共識。此外，她亦曾與中國等歐盟主要貿易夥伴展開多番貿易談判，面對環球金融風暴、世界各國貿易保護主義冒升的同時，她仍致力於宣揚自由貿易的重要性，備受輿論好評和肯定。

### 「歐盟外長」
儘管在英國國內知名度不高，歐盟27國成員國首腦於2009年11月19日在比利時布魯塞爾召開的峰會上，出乎意料地推選艾希頓出任有「歐盟外長」之稱的首任歐盟外交和安全政策高級代表。有消息指出，由於獲英揆白高敦推薦的貝理雅未能擔任歐洲理事會主席，因此歐盟方面以艾希頓出任外交和安全政策高級代表，以作補償。在同一日的峰會上，歐盟成員國首腦則選出比利時首相范龍佩為首位常任歐洲理事會主席。對於艾希頓獲推選，有輿論認為她欠缺外交工作經驗、知名度低、以及未曾透過選舉出任公職，擔心她不適合出任有關職務。
經歐洲議會確認後，艾希頓在2009年12月1日《里斯本條約》生效後正式履新。她任內於2010年2月9日起兼任歐盟委員會第一副主席，到2014年10月31日卸任高級代表和第一副主席的職務，由意大利外交部長费代丽卡·莫盖里尼接任。為肯定她任內的表現，她在2015年獲英廷頒授GCMG勳銜。

## 家庭
艾希頓已婚，但在公眾場合不用夫姓，她的丈夫彼得·凱爾勒（Peter Kellner）為傳媒工作者，任職YouGov主席。夫婦倆育有兩名子女和三名領養子女。

## 榮譽

### 頭銜
- （1956年3月20日－1999年8月2日）
- 艾嘉蓮女男爵閣下 （1999年8月2日－2006年5月）
- 艾嘉蓮女男爵閣下，PC （2006年5月－2015年1月）
- 艾嘉蓮女男爵閣下，GCMG，PC（2015年1月－2023年4月）
- 艾嘉蓮女男爵閣下，LG，GCMG，PC（2023年4月－）

### 殊勳
- 終身貴族 （1999年8月2日）
- P.C. （2006年5月）
- G.C.M.G. （2015年元旦授勳名單）
- L.G.（2023年5月英王查尔斯三世加冕名单）

### 榮譽學位
- 東倫敦大學 （2005年[25]）

## 外部連結
- 前憲制事務部所載履歷 （页面存档备份，存于）
- 加入上議院的議事紀錄 （页面存档备份，存于），1999年10月10日
- 歐盟所載履歷
- BBC所載履歷（页面存档备份，存于）
- 艾希頓被任命為新的歐盟貿易委員

| 官衔                                                           | 官衔                                     | 官衔                            |
| -------------------------------------------------------------- | ---------------------------------------- | ------------------------------- |
| 前任者： 艾美詩女男爵                                          | 上議院領袖 2007年–2008年                 | 繼任者： 羅卓雅女男爵           |
| 前任者： 艾美詩女男爵                                          | 樞密院議長 2007年–2008年                 | 繼任者： 羅卓雅女男爵           |
| 前任者： 文德森                                                | 歐盟貿易專員 2008年–2009年               | 繼任者： 貝妮塔·費雷羅-瓦爾德納 |
| 前任者： 文德森                                                | 英籍歐盟專員 2008年-                     | 現任                            |
| 前任者： 哈維爾·索拉納 共同外交與安全政策高級代表              | 歐盟外交和安全政策高級代表 2009年-2014年 | 繼任者： 费代丽卡·莫盖里尼      |
| 前任者： 貝妮塔·費雷羅-瓦爾德納 歐盟對外關係及歐盟周邊地區專員 | 歐盟外交和安全政策高級代表 2009年-2014年 | 繼任者： 费代丽卡·莫盖里尼      |
| 前任者： 瑪戈特·瓦爾斯特倫                                     | 歐盟委員會第一副主席 2010年-2014年       | 繼任者： 费代丽卡·莫盖里尼      |